# کومیناتو، آئوموری
کومیناتو (به لاتین: Kominato) یک منطقهٔ مسکونی در ژاپن است که در ناحیه توهوکو واقع شده‌است. کومیناتو ۹٬۷۹۰ نفر جمعیت دارد.